# Хаузер, Бланка
Бланка Хаузер (исп. Blanca Hauser; 1906, Темуко — 28 марта 1997, Сантьяго) — чилийская певица (сопрано). Жена дирижёра Армандо Карвахаля.
Училась в лицее своего родного города, директрисой которого была Габриэла Мистраль. В 1926 году перебралась в Сантьяго и начала заниматься вокалом у Консуэло Гусман, жены Хуана Гусмана Кручаги. В 1932 году дебютировала на концертной сцене, исполнив партию Изольды в эпизоде из «Тристана и Изольды» Рихарда Вагнера (дирижировал Армандо Карвахаль, много лет спустя ставший её мужем). Вагнеровский репертуар и в дальнейшем занимал заметное место в творчестве Хаузер, но уже в следующем году она отдала должное и итальянскому репертуару, выступив на сцене Муниципального театра Сантьяго в ведущих партиях «Тоски», «Богемы», «Отелло» и «Аиды». В том же году Хаузер впервые отправилась в зарубежную гастрольную поездку в Перу. В дальнейшем она широко гастролировала по Латинской Америке и по европейским странам социалистического лагеря, выступив в том числе в Москве, Киеве, Одессе и Сталинграде (гастроли 1955 года).
Ближайшей подругой Хаузер, её соученицей по занятиям у Гусман, была Матильда Уррутиа, ставшая женой Пабло Неруды: именно благодаря Хаузер Пабло и Матильда встретились впервые.